# Macromia flinti
Macromia flinti är en trollsländeart som beskrevs av Maurits Anne Lieftinck 1977. Macromia flinti ingår i släktet Macromia och familjen skimmertrollsländor. IUCN kategoriserar arten globalt som akut hotad. Inga underarter finns listade i Catalogue of Life.